# Ida Nilsson

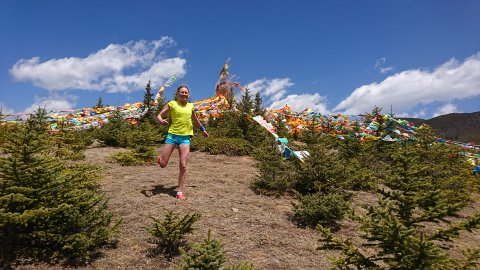
Ida Nilsson, 2017.

Ida Maria Elisabeth Nilsson, född 8 februari 1981, är en svensk friidrottare som tävlar i traillöpning på ultradistanser. Tidigare har hon tävlat på medel- och långdistans, 3000 m hinder samt i terränglöpning.
Nilsson var under 00-talet Sverigedominant på den för damer relativt nya distansen 3 000 meter hinder och innehade under flera år det svenska rekordet.
Nilsson kommer från en idrottande familj där båda föräldrarna och systern Johanna har tävlat på elitnivå. Hennes två bröder (Marcus och David) är fortfarande (år 2019) aktiva, båda på landslagsnivå.
Ida Nilsson utsågs år 2003 till Stor Grabb/tjej nummer 470.

## Karriär
2001-2005 studerade Nilsson vid Northern Arizona University i Flagstaff, USA, där hon vann de amerikanska universitetsmästerskapen (NCAA) utomhus 2004 på 3 000 meter hinder och inomhus 2005 på 5 000 meter.
Ida Nilsson deltog 2001 på 3 000 meter hinder vid U23-EM i Amsterdam, Nederländerna och kom på en 8:e plats med 10:24,84.
Vid U23-EM i Bydgoszcz, Polen år 2003 kom hon in på en fin femteplats på 3 000 meter hinder med tiden 10:00,27.
Hon deltog vid VM i augusti 2005 i Helsingfors på 3 000 meter hinder där hon slogs ut i försöken.
I augusti 2006 deltog Ida Nilsson på 3 000 meter hinder vid EM i Göteborg och gick till final där hon kom sjua på nytt peronbästa, 9:39,24. Tidigare under sommaren 2006 sprang hon sträckan utan hinder på tiden 9.01, det snabbaste loppet av en svensk friidrottare på över 10 år.
Omkring år 2010 hade Ida en period med skador och fick exempelvis avstå från EM i friidrott detta år.
De senaste åren har Nilsson övergått till ultralöpning. Inom ultralöpningen har hon varit framgångsrik internationellt, med segrar i lopp som Ultravasan (2017 och 2023), Transvulcania (2016, 2017 och 2018), Canyons 100k, Swiss alpine marathon, silver i trail-VM 2022, samt en tredjeplats i UTMB-loppet Courmayeur-Champex-Chamonix.

## Personliga rekord
| Utomhus - 800 meter – 2:12,87 (Göteborg 6 juli 2003) - 1 500 meter – 4:18,54 (Helsingfors, Finland 25 augusti 2006) - 3 000 meter – 9:01,01 (Huelva, Spanien 20 juni 2006) - 5 000 meter – 15:33,18 (Walnut, Kalifornien USA 17 april 2004) - 5 000 meter – 15:33,18 (Walnut, Kalifornien USA 16 april 2004) - 5 km landsväg – 15:46 (Prag, Tjeckien 10 september 2006) - 10 km landsväg – 33:50 (Stockholm 19 augusti 2006) - 10 km landsväg – 33:53 (Stockholm 19 augusti 2006) - Halvmaraton – 1:18:22 (Göteborg 21 maj 2016) - 2 000 meter hinder – 6:25,81 (Göteborg 14 juni 2005) - 3 000 meter hinder – 9:39,24 (Göteborg 12 augusti 2006) - Längdhopp – 5,68 (Kalmar 22 augusti 2015) | Inomhus - 1 500 meter – 4:24,11 (Malmö 29 januari 2000) - 1 500 meter – 4:30,10 (Eskilstuna 15 februari 1998) - 1 engelsk mil – 4:38,28 (Fayetteville, Arkansas USA 27 januari 2001) - 3 000 meter – 9:07,92 (Fayetteville, Arkansas USA 13 mars 2004) - 5 000 meter – 15:50,20 (Fayetteville, Arkansas USA 11 mars 2005) |